# Onthophagus bifrons
Onthophagus bifrons là một loài bọ cánh cứng trong họ Bọ hung (Scarabaeidae).